# 27710 Henseling
27710 Henseling (1988 RY1) là một tiểu hành tinh vành đai chính được phát hiện ngày 7 tháng 9 năm 1988 bởi F. Borngen ở Tautenburg.